# صومعه کتوتس
صومعه کتوتس (ارمنی: Կտուց վանք; انگلیسی: Ktuts monastery) یک صومعه حواری ارمنی واقع در واسپوراکان ترکیه کنونی می‌باشد. ساخت و ساز این ساختمان سده ۱۵ میلادی به پایان رسید. این بنا به سبک معماری ارمنی طراحی شده‌است.

## نگارخانه

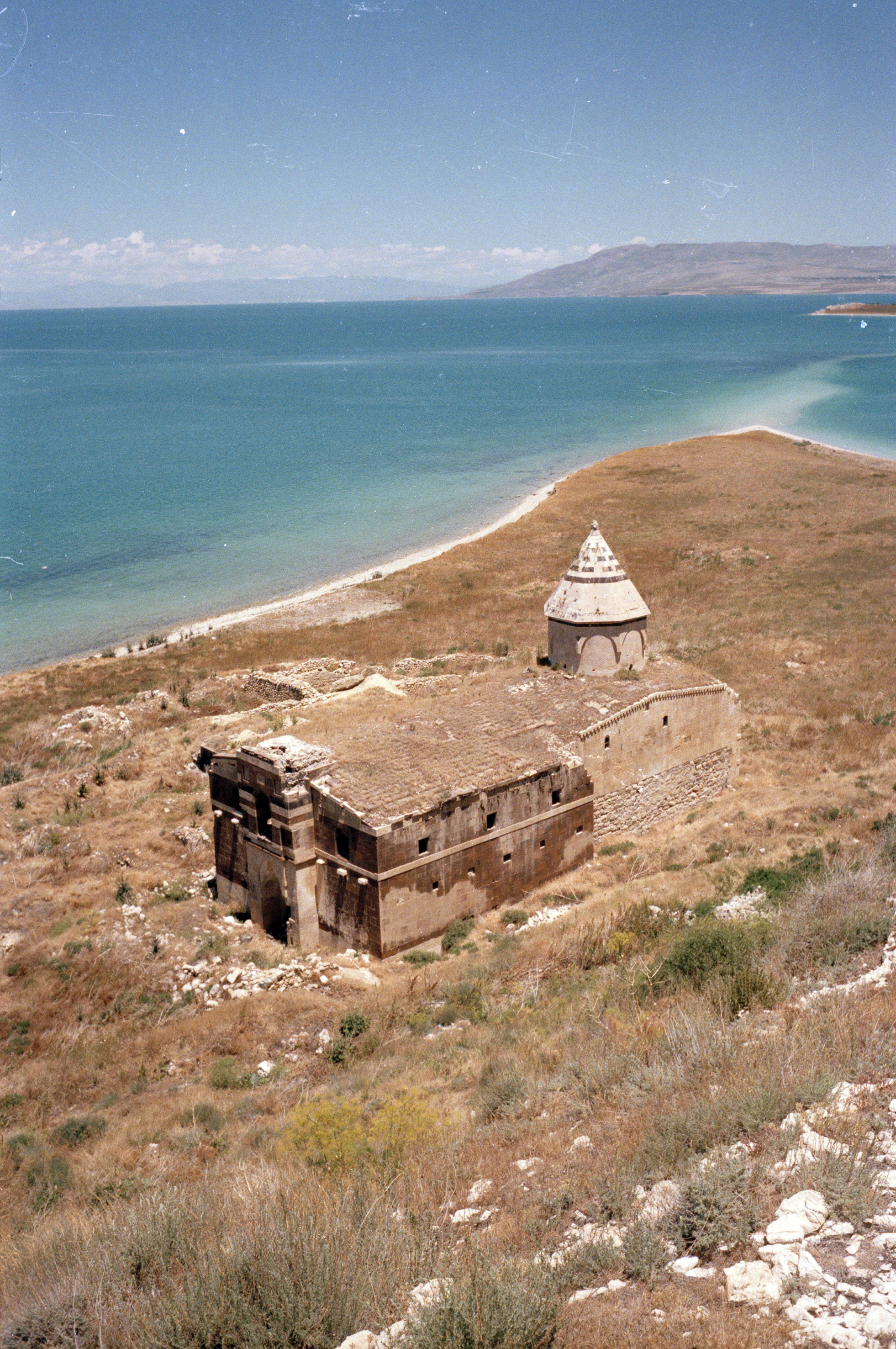
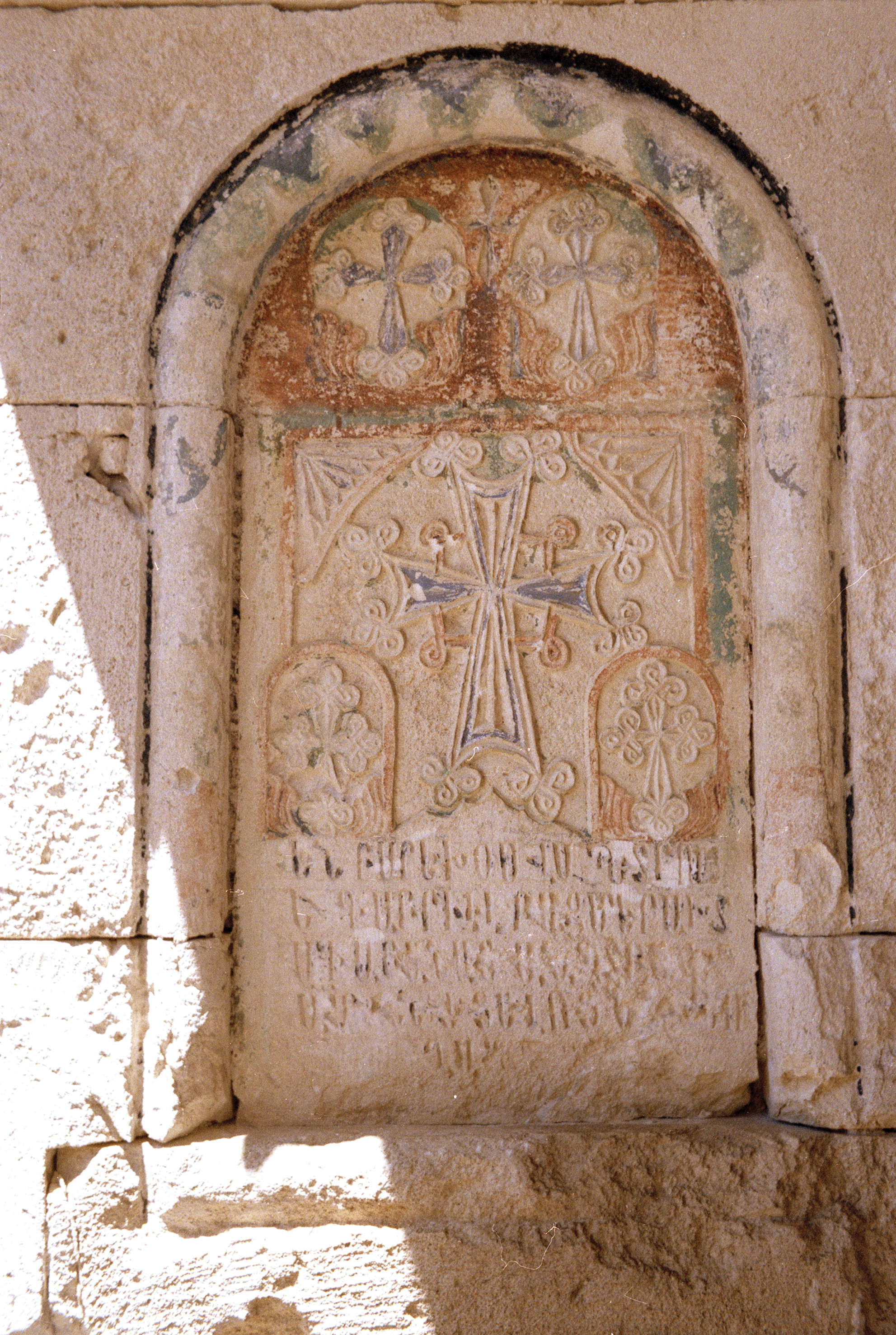